# Michael O'Hare
Pour les articles homonymes, voir O'Hare.
Michael O'Hare (né le 6 mai 1952 à Chicago, et mort le 28 septembre 2012 à New York) est un acteur américain.

## Biographie
Acteur de théâtre, il a joué dans plusieurs pièces à New York, notamment dans le rôle du colonel Jessup dans la version originale Des hommes d'honneur (A Few Good Men, joué par Jack Nicholson au cinéma).
À la télévision, depuis 1976, il est particulièrement connu pour le rôle de Jeffrey Sinclair dans la série de science-fiction Babylon 5, au cours de la première saison (1992) et de trois épisodes par la suite.